# غلف ستريم الثالثة
غلف ستريم الثالثة (بالإنجليزية: Gulfstream III)‏ هي طائرة رجال الأعمال ذات محركين. وهي البديل المحسنة من طائرة غرومان غلف ستريم الثانية، أنتجت عام 1979 في الولايات المتحدة من قبل غلف ستريم الفضائية.